# Heinrich Marx (Justizrat)
Heinrich Marx (urspr. Heschel Levi) (* 15. April 1777 in Saarlouis; † 10. Mai 1838 in Trier) war ein preußischer Advokat-Anwalt und seit dem 15. Oktober 1831 Justizrat. Er war der Vater des Philosophen Karl Marx.

## Leben

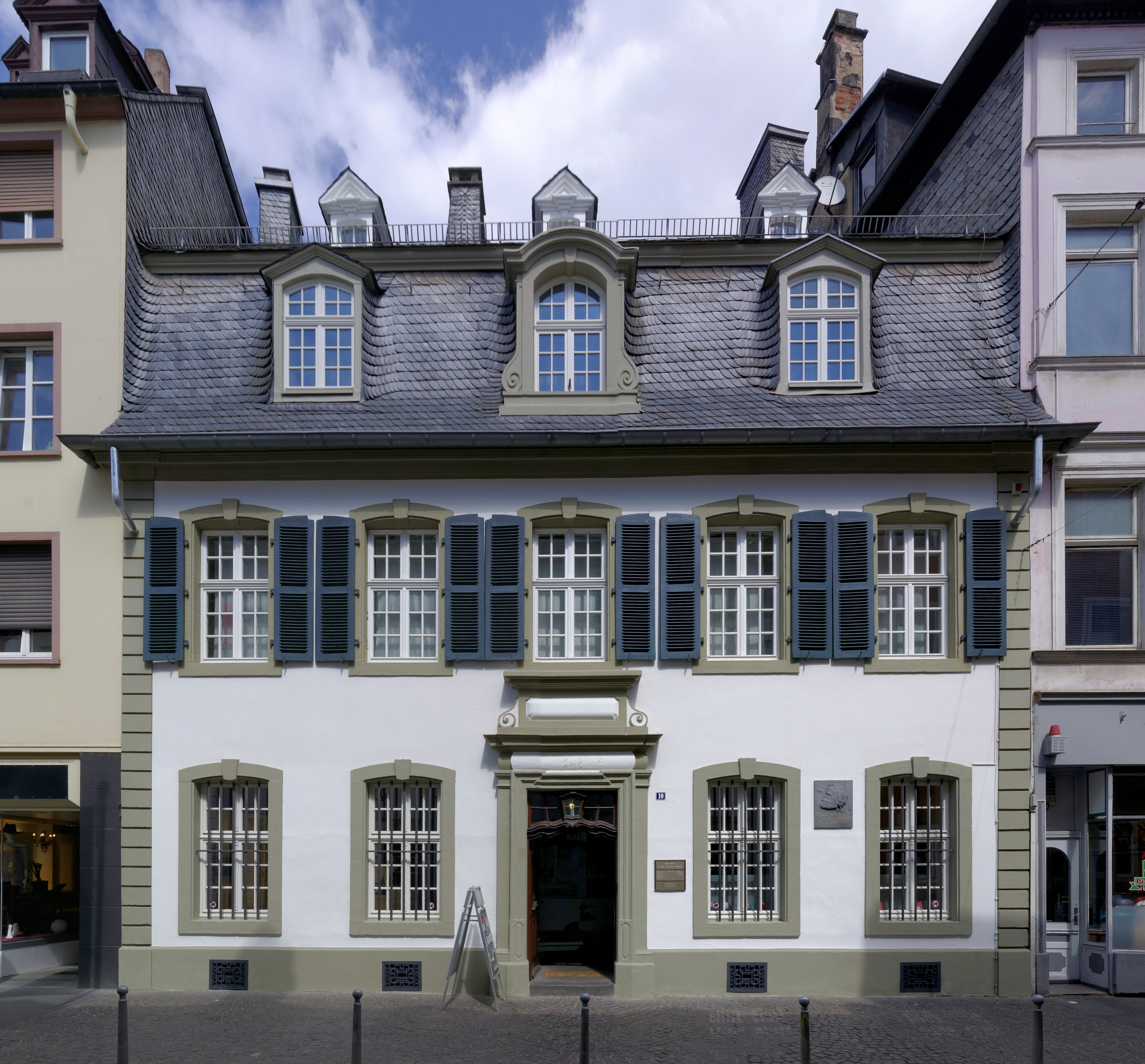
Karl-Marx-Haus in Trier: Hier wohnte Heinrich Marx 1818/1819 (heute Museum, Brückenstraße 10).

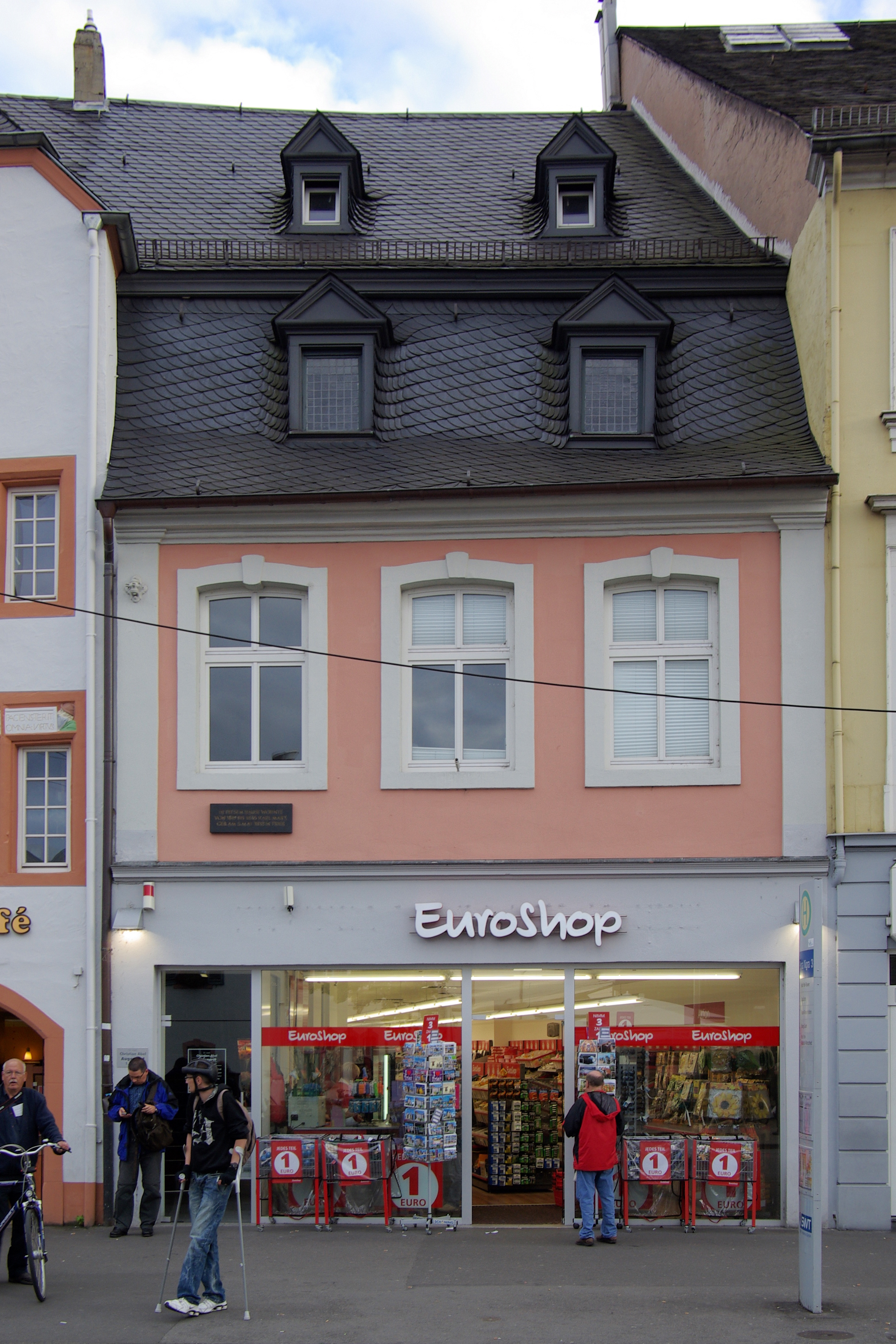
Wohnhaus der Familie Marx in Trier, Simeonstraße 8

Seine Eltern waren der Trierer Rabbiner Mordechai Marx Levy (* 1743 im böhmischen Postelberg; † 24. Oktober 1804 in Trier) und Chaje Levoff (1754–1823), die Tochter des Trierer Rabbiners (seit 1764) Moses Lwów († 5. August 1788). Heschels Großvater väterlicherseits war Samuel Mordechai; sein Urgroßvater war Mordechai Marx. Der Vater war ab 1788, nach dem Tod des Schwiegervaters, Rabbi in Trier.
Heschels älterer Bruder Samuel folgte dem Vater nach dessen Tod als Oberrabbiner in Trier.
Heschel war zunächst Sekretär des jüdischen Konsistoriums in Trier. Infolge der Napoleonischen Gesetze führte die Familie seit dem 4. Oktober 1808 den Familiennamen Marx (vorher Marx Levy).
Im Oktober 1810 begann er in Berlin sein juristisches Studium. 1811/12 arbeitete er als vereidigter Übersetzer bei den Gerichtsbehörden in Osnabrück. Hier ist er auch der kurzzeitig bestehenden Freimaurerloge L'Étoile anséatique (Der Hanseatische Stern) beigetreten. Spätestens in dieser Zeit nahm er den Vornamen Henry bzw. Heinrich an. Ab 1813 setzte er in Koblenz an der École de Droit sein Studium fort, das er mit dem Brevet de capacité (Diplom) abschloss. Im Januar 1814 ließ er sich als Avoué in Trier nieder.
Am 21. November 1814 wurde ein Ehevertrag geschlossen und am 22. November heiratete er in Nijmegen standesamtlich Henriette Presburg. Sein Vater war ab 1788 Rabbiner in Trier. Ihr Vater war Vorbeter der jüdischen Gemeinde und ihre Ur-Ur-Großeltern waren Simon Presburg und Hanna, Tochter von Meir Menzeles. Sein Schwager wurde Lion Philips.
Nachdem Trier infolge des Wiener Kongresses preußisch wurde und er 1816 durch eine Verfügung des preußischen Justizministers vor die Alternative gestellt wurde, seinen Beruf aufzugeben oder sich taufen zu lassen, ließ er sich von dem evangelischen Divisionsprediger Mühlenhoff wahrscheinlich 1820 (Ende 1819 bis Frühjahr 1820) taufen. Seine Kinder und seine Gattin wurden erst 1824 bzw. 1825 getauft.
Ab 1816 führte er die Bezeichnung Advokat (Anwalt mit beschränkten Befugnissen) und ab 1820 Advokat-Anwalt. Er war lange Bâtonnier (Vorsteher der Trierer Anwaltschaft) und erhielt 1831 den Titel eines Justizrates. Seine jährlichen Einnahmen wurden 1832 auf 1500 Taler geschätzt. Von entscheidender Bedeutung war für ihn das Suum cuique. Er forderte allgemeine Gesetze gegen Wucher. Politisch vertrat er die Forderung nach einer Volksvertretung.

## Geschwister
- Samuel Marx (Rabbiner)
- Esther Marx (* 1786 in Trier; † 16. Juli 1865 in Frankfurt am Main), verheiratet seit 1810 mit Gabriel Kosel (* 1780 in Schnaittach † 7. Februar 1857 in Frankfurt am Main), Kaufmann
- Moises Marx (* 1788 in Trier; † 13. März 1808 in Trier), Schüler
- Babette Marx (* 1789 in Trier; † 7. Juni 1875 in Trier), verheiratet seit 1813 mit Alexandre Blum (* September 1782 Dürmenach † 1862 Algier), Kaufmann
- Cerf (Hirsch) Marx (* 1790 in Trier; † um oder nach 1831), Uhrmacher, verheiratet seit 1820 mit Henrietta Medex (* 1796 in Eijsden)[13]
- Golem (* September 1798 in Trier; † 22. August 1799 in Trier)
- Jakobus Marx (* 16. Juni 1800 in Trier; † 6. Januar 1850 in Schlettstadt), Kaufmann, verheiratet seit 1827 mit Rose Blum, verw. Scriber (* 1790 in Epfig bei Schlettstadt; † 20. August 1862 in Schlettstadt)

## Kinder
Siehe auch: Geschwister Marx
- Mauritz David Marx (1815–1819)
- Sophia Marx (1816–1886), verheiratet mit Willem Robert Schmalhausen (1817–1862)
- Karl Marx (1818–1883)
- Hermann Marx (1819–1842)
- Henriette Marx (1820–1845), verheiratet mit Theodor Simons (1813–1863)
- Louise Marx (1821–1893), verheiratet mit Jan Carel Juta (1824–1886)
- Emilie Marx (1822–1888) verheiratet mit Johann Jacob Conradi (1821–1892)
- Caroline Marx (1824–1847)
- Eduard Marx (1826–1837)

## Veröffentlichungen
- Einige Bemerkungen über das napoleonische Dekret vom 17. März 1808 bei Gelegenheit der glücklichen Vereinigung unseres Landes mit der königlich-preußischen Monarchie; gedruckt in Adolf Kober: Karl Marx’ Vater und das napoleonische Ausnahmegesetz gegen die Juden 1808.
- Ueber den Werth der Handelsgerichte in den Königl. Preußischen Rheinprovinzen. In: Niederrheinisches Archiv für Gesetzgebung, Rechtswissenschaft und Justiz-Verwaltung; I. Bd., Köln 1817, S. 7 ff. (neuerdings im Archiv für Sozialgeschichte Bd. 8, 1968, S. 277 ff. online)
- Festrede zu Ehren der Landtagsdeputierten vom 13. Januar 1834; gedruckt bei Heinz Monz: Karl Marx – Grundlagen der Entwicklung zu Leben und Werk; Trier 1973, S. 134.

## Belege
1. ↑  Trier'sche Zeitung vom 21. Oktober 1831, S. 1, Spalte 1 (gedruckt: Manfred Schöncke: Karl und Heinrich Marx, S. 215.).
2. ↑  Alle Dokumente abgedruckt bei Manfred Schöncke (1993), S. 1–17.
3. ↑  Ein Spaziergang durch Nimwegen. Ein Kommunist und die Gründer eines multinationalen Konzerns haben gleiche Wurzeln.
4. ↑  Trier (Rheinland-Pfalz). Jüdische Geschichte / Synagogen vom Mittelalter bis zur Gegenwart.
5. ↑  Landeshauptarchiv Koblenz. Bestand 312.7 Nr. 3. Gedruckt Manfred Schöncke, S. 29–30.
6. ↑  Nikolaus Sandmann: Heinrich Marx, Jude, Freimaurer und Vater von Karl Marx. In: Humanität, Zeitschrift für Gesellschaft, Kultur und Geistesleben, Hamburg; Heft 5/1992, S. 13–15.
7. ↑  Gemeentarchief Nijmegen 22-11-1819 (a 119).
8. ↑  Karl Marx und seine Verbindungen zum niederländischen Konzern Philips (Memento vom 2. Januar 2010 im Internet Archive)
9. ↑  Heinz Monz: Karl Marx. Grundlagen zu Leben und Werk, S. 224.
10. ↑  Horst Sassin: Zur Deutung der Quellen über die Konversion von Heinrich Marx, S. 116 f. und 134.
11. ↑  Manfred Schöncke vermutete noch, dass die Taufe zwischen dem Tod von Mauritz David Marx 1819 und dem Jahr 1821 erfolgte, als der Divisionsprediger Mühlenhoff nach Berlin ging, ohne die Taufe von Heinrich Marx eingetragen zu haben. (Manfred Schöncke, S. 478.).
12. ↑  Jürgen Herres: Cholera, Armut und eine „Zwangssteuer“ 1831/32. In Kurtrierisches Jahrbuch. 30. Jg. 1990. Trier 1990, S. 161–203, hier S. 197.
13. ↑  Wurde Pfingsten 1831 katholisch mit seiner Familie in Aachen getauft. (Manfred Schöncke, S. 446–469).

| Personendaten    | Personendaten                            |
| ---------------- | ---------------------------------------- |
| NAME             | Marx, Heinrich                           |
| ALTERNATIVNAMEN  | Levi, Heschel (Geburtsname); Marx, Henry |
| KURZBESCHREIBUNG | preußischer Advokat-Anwalt               |
| GEBURTSDATUM     | 15. April 1777                           |
| GEBURTSORT       | Saarlouis                                |
| STERBEDATUM      | 10. Mai 1838                             |
| STERBEORT        | Trier                                    |